# میگوئل تکسیرا
میگوئل تکسیرا (به پرتغالی: José Miguel Real Teixeira) (زادهٔ ۱۰ سپتامبر ۱۹۷۳ در پورتو) بازیکن سابق و مربی فعلی فوتبال اهل پرتغال است. 